# Шевченко, Людмила Алексеевна
 Людмила Алексеевна Шевченко  (укр. Людмила Олексіївна Шевченко; род. 13 июля 1945, Канаш, СССР) — советская, украинская артистка цирка (дрессировщица тигров и львов, воздушная гимнастка, акробатка), режиссёр. Народная артистка СССР (1988).

## Биография
Родилась 13 июля 1945 года в Канаше (Чувашская АССР, РСФСР).
В 1967 году окончила Государственное училище циркового и эстрадного искусства в Москве по специальности «воздушная гимнастика», в 1985 — Государственный институт театрального искусства имени А. Луначарского (ГИТИС) по специальности «режиссёр цирка и театра» (оба в Москве), затем аспирантуру при ГИТИСе. Кандидат искусствоведения.
В 1967 году была принята на работу в «Союзгосцирк» как артистка-дрессировщица хищных животных.
С 1968 года — артистка-дрессировщица аттракциона «Львицы», затем аттракционов «Львы и львицы», «Львицы и тигры», «Тигры — всадники на лошадях», «18 львов и тигров в одной клетке». Вместе с мужем Владимиром создали аттракцион «Среди хищников» — в выступлении участвуют до десяти хищников, а пара артистов выполняет акробатические трюки и даже танцует, почти не замечая острых когтей и клыков, играя с львицами, как с котятами, выдрессированными согласно новым приёмам дрессуры, разработанным самими Шевченко.
В 1973 году переехали с мужем в Киев.
Гастролировала по городам СССР и за рубежом (Италия, Франция, США, Япония, ГДР, ФРГ, Великобритания, Чехословакия, Румыния и другие страны мира).
С 2010 года — главный режиссёр Национального цирка Украины. После смерти мужа, с октября 2012 года занимает должность генерального директора — художественного руководителя Национального цирка Украины.

## Семья
- Муж — Владимир Дмитриевич Шевченко (1946—2012), артист цирка (дрессировщик тигров и львов), режиссёр, с 2007 по 2012 год — генеральный директор — художественный руководитель Национального цирка Украины. Народный артист СССР (1988).

## Профессиональные принципы
Приверженец классических цирковых жанров, которые, по её мнению, обязательно должны составлять основу цирковой программы. Это — акробаты, гимнасты, жонглеры, силовые номера, а также — дрессура хищников и мелких животных.
Выступает защитником безболевых, поощрительных методов дрессуры, впервые введенных в практику В. Дуровым. Поощрительный метод подразумевает кормление животного в процессе дрессировки — поощрение едой каждого удачно выполненного трюка, и отвергает любое болевое воздействие и применение физической силы. В номерах под её руководством участвуют только животные, извлеченные из дикой природы минимум в 3-4 поколении.

## Награды и звания

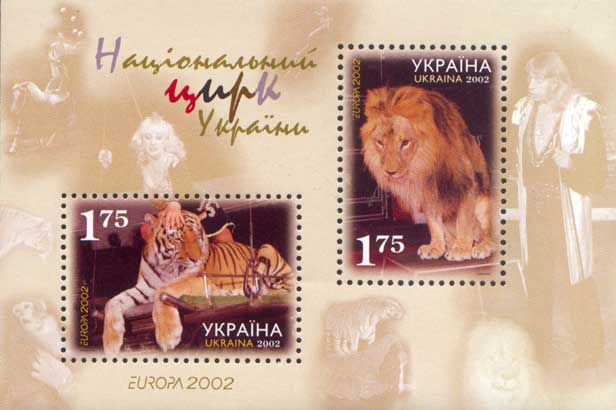
На марке Украины

- Дипломант Всесоюзного смотра новых произведений циркового искусства, посвященного 100-летию со дня рождения В. И. Ленина (1970)
- Народная артистка Украинской ССР (1979)
- Народная артистка СССР (1988)
- Орден княгини Ольги III-й степени (2005)[6]
- Орден «Звезда дружбы народов» 3 степени (ГДР)
- Медаль им. В. Дурова (Министерство культуры ГДР)
- Награда «Серебряная ветвь» (Италия)
- Награда «Золотой орёл» (Япония)
- Золотая медаль Парижа
- Золотая медаль Международной лиги артистов цирка и варьете (Франция, 1984)[7].

## Фильмография
- 1984 — Рассмешите клоуна — дрессировщица хищников